# Perletto
Perletto är en ort och kommun i provinsen Cuneo i regionen Piemonte i Italien. Kommunen hade 269 invånare (2018).